# Шиваджі Рао
Шиваджі Рао (гінді शिवाजीराव होलकर; 11 листопада 1859 — 13 жовтня 1908) — магараджа Індаура у 1886–1903 роках.

## Життєпис
Походив з династії Холкарів. Третій син магараджи Тукоджі Рао II. Народився 1859 року в Індаурі. На той момент його старші брати померли. 1865 року вперше одружився. Здобув освіту в столичному коледжі Дейлі. 1886 року після смерті батька спадкував владу. Невдовзі скасував усі податки на транспорт. 1887 року був присутнім на святкуванні золотого весілля королеви-імператриці Вікторії, 20 червня того ж року став кавалером Великого командора Ордена Зірки Індії.

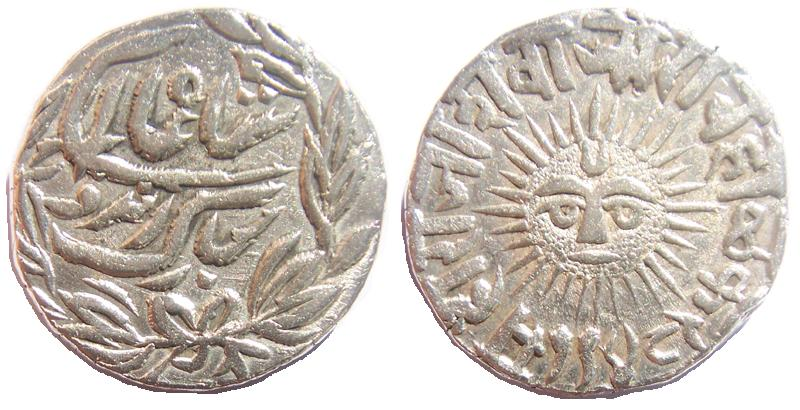
Срібна рупія князівства Індаур

В першій половині панування витрачав чималі кошти, погіршилася фінансова система. Через погане упорядування 1899 року британці призначили нового резидента для кращого нагляду за князівством. 1902 року рупія Індауру була замінена рупією Британської Індії.
31 січня 1903 року Шиваджі Рао зрікся престолу на користь свого сина Тукоджі Рао III. Решту життя приділяв полюванню та розвагам. Помер в Махешварі у жовтні 1908 року.